# Jezioro Papowskie
Jezioro Papowskie – jezioro w woj. kujawsko-pomorskim, w powiecie chełmińskim, w gminie Papowo Biskupie, leżące na terenie Pojezierza Chełmińskiego.
Jezioro Papowskie w czasie II wojny światowej służyło Niemcom do wycofania się z Papowa Biskupiego przed Rosjanami.

## Dane morfometryczne
Powierzchnia zwierciadła wody według różnych źródeł wynosi od 31,0 ha do 35,6 ha.
Zwierciadło wody położone jest na wysokości 80,1 m n.p.m. lub 80,2 m n.p.m. Średnia głębokość jeziora wynosi 1,7 m, natomiast głębokość maksymalna 4,2 m.
W oparciu o badania przeprowadzone w 1990 roku wody jeziora zaliczono do non klasy czystości.